# Lygodactylus manni
Lygodactylus manni är en ödleart som beskrevs av  Arthur Loveridge 1928. Lygodactylus manni ingår i släktet Lygodactylus och familjen geckoödlor. Inga underarter finns listade i Catalogue of Life.